# Како се калио народ Горњег Јауковца
Како се калио народ Горњег Јауковца је југословенски ТВ филм у два дела из 1984. године, настао на основу филма О покојнику све најлепшередитеља Предрага Антонијевића. Режисер је био Предраг Антонијевић, а сценарио су писали Предраг Антонијевић и Душан Перковић.

## Радња

### Први део: Откуп
Радња се догађа непосредно после Другог светског рата у малом селу негде у Србији. Води се истрага о смрти председника Народног одбора Богосава (Предраг Милинковић) који је шуровао са сељацима који су се на разне начине довијали да избегну обавезни откуп жита. Среске власти су намеравале да га смене као "мењшевика" али смрт је била бржа. Ловећи рибу у реци несретни Богосав је налетео на заосталу авионску бомбу која је експлодирала.
Тако је уместо очекиване партијске казне Богосав заслужио да школа у Јауковцу понесе његово име. Његов наследник на тој функцији, Радиша Брзак (Звонко Лепетић), сем што има блиске односе са његовом удовицом (Радмила Живковић), показује много више одлучности у спровођењу партијске политике обавезног откупа жита од свог претходника. То ће му дићи углед у партији али и створити много непријатеља у народу.

### Други део: Индустријализација
Нови председник Радиша Брзак труди се да Горњи Јауковац буде место које предњачи не само у откупу жита већ и у спровођењу партијске политике индустријализације села. Када високи партијски функционер Средоја (Петар Краљ), пореклом из Јауковца, одлучи да зарад сопствене партијске каријере поново отвори давно напуштени и исцрпљени рудник угља у селу, Радиша му здушно помаже у томе. Иако се сељаци жестоко буне, Радиша успева да их натера да напусте обраду земље и да такорећи преко ноћи од сељака постану рудари, то јест прогресивни елемент новог друштва - радничка класа.

## Улоге
| Глумац                     | Улога      |
| -------------------------- | ---------- |
| Предраг Милинковић         | Богосав    |
| Тихомир Арсић              | Тића       |
| Петар Краљ                 | Средоје    |
| Звонко Лепетић             | Радиша     |
| Драгољуб Гула Милосављевић | Цане       |
| Богдан Диклић              | Буђони     |
| Боро Стјепановић           | Илија      |
| Бора Тодоровић             | Поп Јордан |
| Павле Вуисић               | Вук        |
| Радмила Живковић           | Танкосава  |
| Сања Вејновић              | Ружица     |